# Сан Коломбано Чертеноли
Сан Коломбано Чертеноли (итал. San Colombano Certenoli) је насеље у Италији у округу Ђенова, региону Лигурија.
Према процени из 2011. у насељу је живело 289 становника. Насеље се налази на надморској висини од 37 м.

## Становништво
Према резултатима пописа становништва 2011. у општини је живело 2.687 становника.
| 1931. | 1936. | 1951. | 1961. | 1971. | 1981. | 1991. | 2001. | 2011. |
| ----- | ----- | ----- | ----- | ----- | ----- | ----- | ----- | ----- |
| 3.048 | 3.019 | 2.710 | 2.490 | 2.125 | 2.238 | 2.414 | 2.401 | 2.687 |